# Kyperounda
Kyperounda, auch Kyperounta, (griechisch Κυπερούντα) ist eine Gemeinde im Bezirk Limassol in der Republik Zypern. Bei der Volkszählung im Jahr 2021 hatte sie 1372 Einwohner.

## Name
Der Name des Dorfes kommt von der Pflanze „kypiros“, „kyperi“ oder von ähnlichen Namensformen. Es ist ein Unkraut, eine Art der Zypergräser, die in der Gegend reichlich vorhanden sind und als eines der Hauptnahrungsmittel für Tiere verwendet wurde.

## Lage und Umgebung

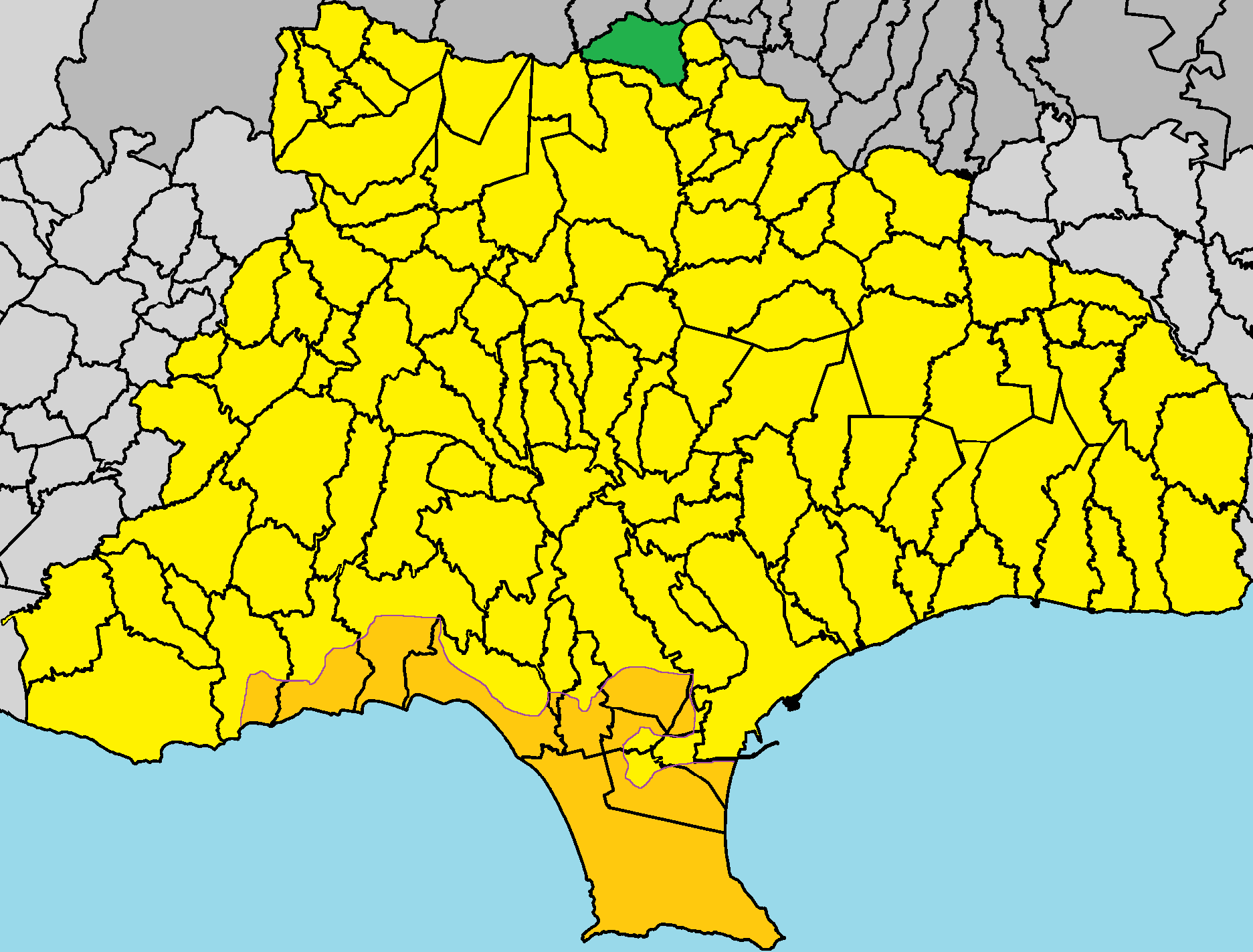
Lage im Bezirk Limassol

Kyperounda liegt auf der Mittelmeerinsel Zypern auf einer Höhe von etwa 1140 Metern. Es befindet sich etwa 43 Kilometer nördlich von Limassol, am Fuße des Madari und in der geografischen Region Pitsilia. Das etwa 8,8 Quadratkilometer große Dorf grenzt im Süden an Dymes, im Südosten an Agridia, im Osten an Chandria, im Norden an Spilia und Kannavia und im Westen an Amiandos.
Zu den Bereichen der Wildvegetation gehören Kiefern, Föhren, Zypressen und Lärchen. Die Ackerfläche des Dorfes umfasst Äpfel, Birnen, Pfirsiche, Pflaumen, Kirschen, Mandeln, Walnüsse und Gemüse. Die Apfelproduktion ist sehr groß. Das Dorf veranstaltet jedes Jahr ein Apfelfest.
Das Klima des Dorfes ist trocken und stabil. Im Winter gibt es Frost und Schnee, während die Temperatur unter Null fällt. Der Sommer ist mild.

## Geschichte
Kyperounda existiert seit der byzantinischen Ära. Zur Zeit der fränkischen Herrschaft war Kyperounda laut Louis de Mas Latrie ein königliches Anwesen.
1937, während der britischen Besetzung, wählte die britische Kolonialregierung das Dorf aufgrund der klimatischen Bedingungen für den Bau eines Sanatoriums aus. Das Sanatorium in dieser Gegend hat vielen Patienten mit Atemwegs- oder Brusterkrankungen geholfen, da das Mikroklima der Gegend als geeignet für die Behandlung von Atemwegserkrankungen gilt. 1974 wurde das Sanatorium in das Regionalkrankenhaus Kyperounda umgewandelt.

### Bevölkerungsentwicklung
| Jahr      | 1881 | 1891 | 1901 | 1911 | 1921 | 1931 | 1946 | 1960 | 1976 | 1982 | 1992 | 2001 | 2011 | 2021 |
| Einwohner | 288  | 341  | 415  | 509  | 567  | 652  | 1217 | 1548 | 2007 | 1636 | 1455 | 1497 | 1516 | 1372 |